# Aulacophora carteri
Aulacophora carteri es un coleóptero de la familia Chrysomelidae.
Fue descrita científicamente por primera vez en 1830 por Guerin-Meneville.